# Maria Erhart
Maria Erhart (ur. 15 listopada 1944, zm. 2 września 2011) – austriacka brydżystka, World Grand Master w kategorii Women (WBF), European Grand Master oraz European Champion w kategoriach Women oraz Mixed (EBL).
Do roku 1995 występowała jako Maria Kirner.
W latach 2002 i 2004 była członkiem Komisji Odwoławczych na mistrzostwach Europy. W latach 2003–2007 była członkiem Komisji Odwoławczej EBL.

## Wyniki brydżowe

### Olimpiady
Na olimpiadach uzyskała następujące rezultaty:
| Olimpiady brydżowe. Zawody teamów | Olimpiady brydżowe. Zawody teamów | Olimpiady brydżowe. Zawody teamów    | Olimpiady brydżowe. Zawody teamów | Olimpiady brydżowe. Zawody teamów | Olimpiady brydżowe. Zawody teamów |
| Rok                               | Miejsce                           | Zawody                               | Kategoria                         | Drużyna                           | Pozycja                           |
| --------------------------------- | --------------------------------- | ------------------------------------ | --------------------------------- | --------------------------------- | --------------------------------- |
| 2004                              | Stambuł                           | 12. Olimpiada Teamów                 | Kobiety                           | Austria                           | 9                                 |
| 2002                              | Salt Lake City                    | 4. Mistrzostwa o Wielką Nagrodę MKOL | Kobiety                           | Austria                           | 5                                 |
| 2000                              | Maastricht                        | 11. Olimpiada Brydżowa               | Kobiety                           | Austria                           | 9                                 |
| 1996                              | Rodos                             | 10. Olimpiada Teamów                 | Kobiety                           | Austria                           | 4                                 |
| 1992                              | Salsomaggiore                     | 9. Olimpiada Teamów                  | Kobiety                           | Austria                           | 1                                 |
| 1988                              | Wenecja                           | 8. Olimpiada Teamów                  | Kobiety                           | Austria                           | 5                                 |
| 1976                              | Monte Carlo                       | 5. Olimpiada Teamów                  | Open                              | Austria                           | 25                                |

### Zawody światowe
W światowych zawodach zdobyła następujące lokaty:
| Mistrzostwa Świata. Konkurencja teamów | Mistrzostwa Świata. Konkurencja teamów | Mistrzostwa Świata. Konkurencja teamów | Mistrzostwa Świata. Konkurencja teamów | Mistrzostwa Świata. Konkurencja teamów | Mistrzostwa Świata. Konkurencja teamów |
| Rok                                    | Miejsce                                | Zawody                                 | Kategoria                              | Drużyna                                | Pozycja                                |
| -------------------------------------- | -------------------------------------- | -------------------------------------- | -------------------------------------- | -------------------------------------- | -------------------------------------- |
| 2006                                   | Werona                                 | 12. Mistrzostwa Świata                 | Kobiety                                | Hammerli                               | 25                                     |
| 2005                                   | Estoril                                | 37. Mistrzostwa Świata Teamów          | Kobiety                                | Austria                                | 9                                      |
| 2002                                   | Montreal                               | 11. Mistrzostwa Świata                 | Kobiety                                | Austria                                | 9                                      |
| 2001                                   | Paryż                                  | 35. Mistrzostwa Świata Teamów          | Kobiety                                | Austria                                | 4                                      |
| 2000                                   | Southampton                            | 34. Mistrzostwa Świata Teamów          | Kobiety                                | Austria                                | 4                                      |
| 1998                                   | Lille                                  | 10. Mistrzostwa Świata                 | Kobiety                                | Erhart                                 | 1                                      |
| 1991                                   | Jokohama                               | 30. Mistrzostwa Świata Teamów          | Kobiety                                | Austria                                | 2                                      |
| 1986                                   | Miami Beach                            | 7. Mistrzostwa Świata                  | Open                                   | Meinl                                  | 22                                     |
| 1982                                   | Biarritz                               | 6. Mistrzostwa Świata                  | Open                                   | Meinl                                  | 41                                     |

| Mistrzostwa Świata. Konkurencja par | Mistrzostwa Świata. Konkurencja par | Mistrzostwa Świata. Konkurencja par | Mistrzostwa Świata. Konkurencja par | Mistrzostwa Świata. Konkurencja par | Mistrzostwa Świata. Konkurencja par |
| Rok                                 | Miejsce                             | Zawody                              | Kategoria                           | Partner                             | Pozycja                             |
| ----------------------------------- | ----------------------------------- | ----------------------------------- | ----------------------------------- | ----------------------------------- | ----------------------------------- |
| 2006                                | Werona                              | 12. Mistrzostwa Świata              | Kobiety                             | Chantal Hammerli                    | 65                                  |
| 2006                                | Werona                              | 12. Mistrzostwa Świata              | Miksty                              | Ali Yalman                          | 427                                 |
| 2002                                | Montreal                            | 11. Mistrzostwa Świata              | Kobiety                             | Terry Weigkricht                    | 13                                  |
| 2002                                | Montreal                            | 11. Mistrzostwa Świata              | Miksty                              | Jean-Bernard Terrettaz              | 57                                  |
| 1998                                | Lille                               | 10. Mistrzostwa Świata              | Miksty                              | Bohdem Gaede                        | 152                                 |
| 1986                                | Miami Beach                         | 7. Mistrzostwa Świata               | Miksty                              | Jan Fucik                           | 8                                   |

| Mistrzostwa Świata. Konkurencja indywidualna | Mistrzostwa Świata. Konkurencja indywidualna | Mistrzostwa Świata. Konkurencja indywidualna | Mistrzostwa Świata. Konkurencja indywidualna | Mistrzostwa Świata. Konkurencja indywidualna | Mistrzostwa Świata. Konkurencja indywidualna |
| Rok                                          | Miejsce                                      | Zawody                                       | Kategoria                                    | Pozycja                                      |                                              |
| -------------------------------------------- | -------------------------------------------- | -------------------------------------------- | -------------------------------------------- | -------------------------------------------- | -------------------------------------------- |
| 2004                                         | Werona                                       | 6. Indywidualne Mistrzostwa Świata           | Kobiety                                      | 25                                           |                                              |
| 2000                                         | Ateny                                        | 5. Indywidualne Mistrzostwa Świata           | Kobiety                                      | 18                                           |                                              |
| 1998                                         | Ajaccio                                      | 4. Indywidualne Mistrzostwa Świata           | Kobiety                                      | 27                                           |                                              |
| 1996                                         | Paryż                                        | 3. Indywidualne Mistrzostwa Świata           | Kobiety                                      | 4                                            |                                              |
| 1994                                         | Paryż                                        | 2. Indywidualne Mistrzostwa Świata           | Kobiety                                      | 15                                           |                                              |
| 1992                                         | Paryż                                        | 1. Indywidualne Mistrzostwa Świata           | Kobiety                                      | 1                                            |                                              |

### Zawody europejskie
W europejskich zawodach zdobyła następujące lokaty:
| Zawody europejskie. Konkurencja teamów | Zawody europejskie. Konkurencja teamów | Zawody europejskie. Konkurencja teamów | Zawody europejskie. Konkurencja teamów | Zawody europejskie. Konkurencja teamów | Zawody europejskie. Konkurencja teamów |
| Rok                                    | Miejsce                                | Zawody                                 | Kategoria                              | Drużyna                                | Pozycja                                |
| -------------------------------------- | -------------------------------------- | -------------------------------------- | -------------------------------------- | -------------------------------------- | -------------------------------------- |
| 2009                                   | San Remo                               | 4. Otwarte Mistrzostwa Europy          | Seniorzy                               | Austria                                | 11                                     |
| 2007                                   | Antalya                                | 3. Otwarte Mistrzostwa Europy          | Open                                   | Van Helsing                            | 84                                     |
| 2007                                   | Antalya                                | 3. Otwarte Mistrzostwa Europy          | Miksty                                 | Hammerli                               | 17                                     |
| 2005                                   | Teneryfa                               | 2. Otwarte Mistrzostwa Europy          | Miksty                                 | Lavazza                                | 55                                     |
| 2005                                   | Teneryfa                               | 2. Otwarte Mistrzostwa Europy          | Kobiety                                | Chantal                                | 5                                      |
| 2003                                   | Mentona                                | 1. Otwarte Mistrzostwa Europy          | Miksty                                 | Lavazza                                | 86                                     |
| 2003                                   | Mentona                                | 1. Otwarte Mistrzostwa Europy          | Kobiety                                | Erhart                                 | 9                                      |
| 2002                                   | Ostenda                                | 7. Mistrzostwa Europy Mikstów          | Miksty                                 | Lavazza                                | 1                                      |
| 2001                                   | Teneryfa                               | 45. Mistrzostwa Europy Teamów          | Kobiety                                | Austria                                | 4                                      |
| 1999                                   | Malta                                  | 44. Mistrzostwa Europy Teamów          | Kobiety                                | Austria                                | 2                                      |
| 1995                                   | Vilamoura                              | 42. Mistrzostwa Europy Teamów          | Kobiety                                | Austria                                | 5                                      |
| 1992                                   | Ostenda                                | 2. Mistrzostwa Europy Mikstów          | Miksty                                 | Rohan                                  | 8                                      |
| 1991                                   | Killarney                              | 40. Mistrzostwa Europy Teamów          | Kobiety                                | Austria                                | 1                                      |
| 1990                                   | Bordeaux                               | 1. Mistrzostwa Europy Mikstów          | Miksty                                 | Bamberger                              | 8                                      |
| 1987                                   | Brighton                               | 38. Mistrzostwa Europy Teamów          | Kobiety                                | Austria                                | 5                                      |
| 1981                                   | Birmingham                             | 35. Mistrzostwa Europy Teamów          | Kobiety                                | Austria                                | 5                                      |
| 1979                                   | Lozanna                                | 34. Mistrzostwa Europy Teamów          | Open                                   | Austria                                | 9                                      |

| Zawody europejskie. Konkurencja par | Zawody europejskie. Konkurencja par | Zawody europejskie. Konkurencja par | Zawody europejskie. Konkurencja par | Zawody europejskie. Konkurencja par | Zawody europejskie. Konkurencja par |
| Rok                                 | Miejsce                             | Zawody                              | Kategoria                           | Partner                             | Pozycja                             |
| ----------------------------------- | ----------------------------------- | ----------------------------------- | ----------------------------------- | ----------------------------------- | ----------------------------------- |
| 2007                                | Antalya                             | 3. Otwarte Mistrzostwa Europy       | Miksty                              | Steve Hamaoui                       | 15                                  |
| 2007                                | Antalya                             | 3. Otwarte Mistrzostwa Europy       | Kobiety                             | Chantal Hammerli                    | 7                                   |
| 2005                                | Teneryfa                            | 2. Otwarte Mistrzostwa Europy       | Kobiety                             | Jovanka Smederevac                  | 4                                   |
| 2005                                | Teneryfa                            | 2. Otwarte Mistrzostwa Europy       | Mikst                               | Guido Ferraro                       | 179                                 |
| 2003                                | Mentona                             | 1. Otwarte Mistrzostwa Europy       | Mikst                               | Martin Schifko                      | 50                                  |
| 2003                                | Mentona                             | 1. Otwarte Mistrzostwa Europy       | Kobiety                             | Jovanka Smederevac                  | 1                                   |
| 1996                                | Monte Carlo                         | 4. Mistrzostwa Europy Mikstów       | Mikst                               | Fritz Kubak                         | 1                                   |
| 1993                                | Bielefeld                           | 7. Mistrzostwa Europy Par           | Open                                | Heinrich Berger                     | 75                                  |
| 1991                                | Montecatini                         | 6. Mistrzostwa Europy Par           | Open                                | Wolfgang Meinl                      | 6                                   |
| 1989                                | Salsomaggiore                       | 5. Mistrzostwa Europy Par           | Open                                | Andreas Babsch                      | 49                                  |
| 1987                                | Paryż                               | 4. Mistrzostwa Europy Par           | Open                                | Fritz Kubak                         | 19                                  |

## Klasyfikacja
- Maria Erhart – klasyfikacja WBF (ang.)
- Maria Erhart – klasyfikacja EBL (ang.)